# Breitmaulnashorn
Das Breitmaulnashorn (Ceratotherium simum) oder Breitlippennashorn ist ein Säugetier aus der Familie der Nashörner. Die teilweise gebrauchte Bezeichnung Weißes Nashorn leitet sich vom englischen Trivialnamen White rhinoceros ab. Die Art lebt in den Grassavannen Afrikas und stellt den einzigen noch lebenden Vertreter der Gattung Ceratotherium dar. Zudem ist das Breitmaulnashorn die größte rezente Nashornart. Der Verbreitungsschwerpunkt liegt heute im südlichen Afrika. Durch zunehmende Wilderei brachen die Bestände von über 20.000 Tieren im Jahr 2012 auf knapp 16.000 Tiere im Jahr 2021 ein, erholen sich aber seitdem wieder langsam.

## Merkmale

### Allgemein

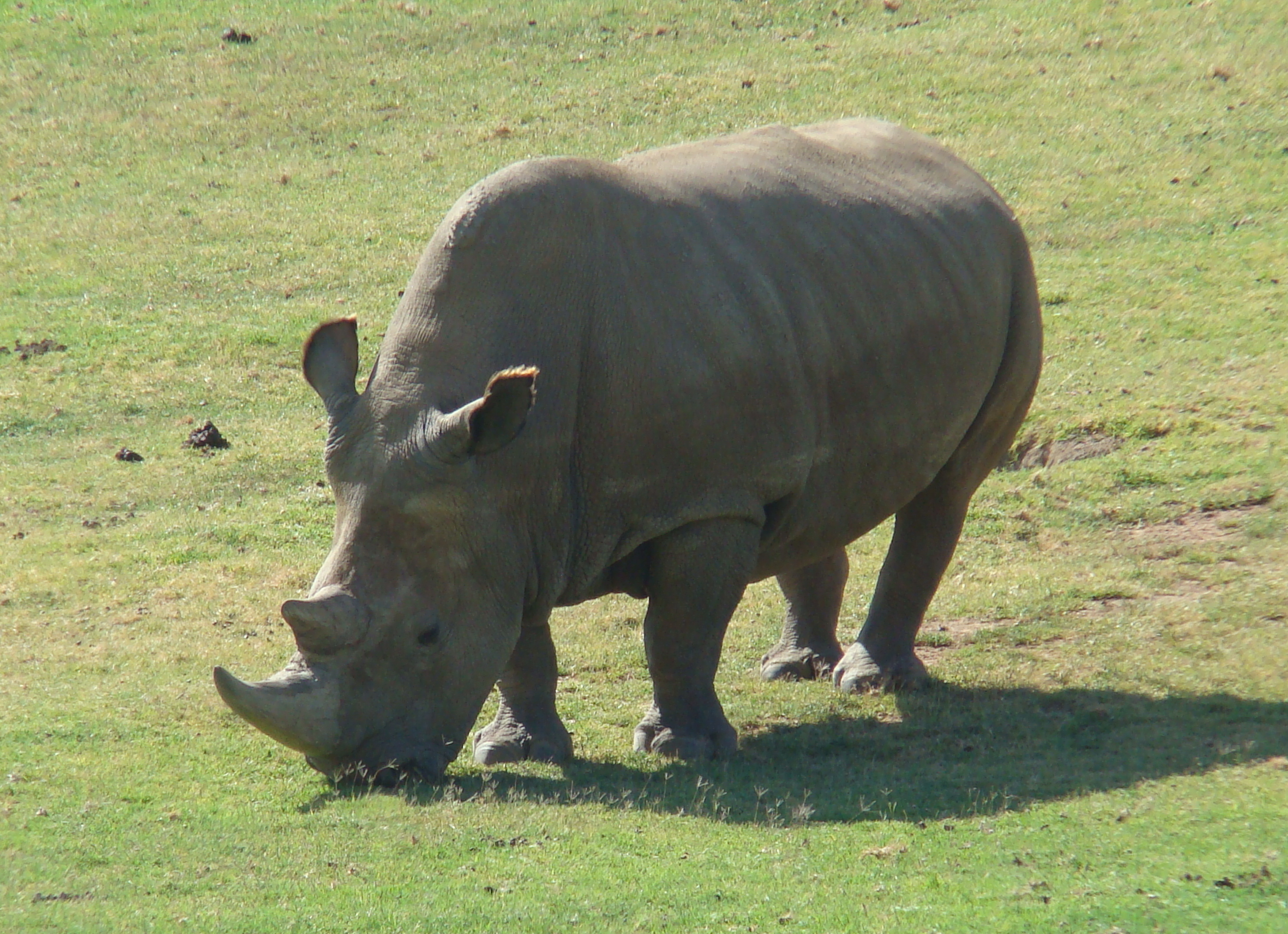
Nördliches Breitmaulnashorn im Zoo von San Diego (der Bulle „Angalifu“, 2014 verstorben)

Das Breitmaulnashorn ist neben den drei Elefantenarten und dem Flusspferd eines der größten Landsäugetiere und die größte aller heute lebenden Nashornarten. Es weist eine Kopf-Rumpf-Länge von 340 bis 380 cm, eine Schulterhöhe von 150 bis 180 cm und ein Gewicht von 1,8 bis 2 t bei Kühen und von meist 1,8 bis 2,5 t bei Bullen auf. Große Bullen erreichen manchmal auch ein Gewicht von 3,5 t. Der Sexualdimorphismus ist stark ausgeprägt, untersuchte männliche Tiere aus dem Garamba-Nationalpark in der Demokratischen Republik Kongo wurden 359 bis 375 cm lang und an der Schulter 163 bis 182 cm hoch. Für weibliche Tiere lagen die entsprechenden Werte bei 299 bis 322 cm und bei 153 bis 177 cm. Der Körper ist massig gebaut, die Gliedmaßen sind sehr breit und kurz. Markant sind der sehr tief hängende Kopf und ein mächtiger Nackenbuckel, der aus Bindegewebe und Muskulatur gebildet wird und der Kopf-Rumpf-Linie eine charakteristische Biegung gibt.
Die Körperfarbe des Breitmaulnashorns ist wie die des verwandten, ebenfalls in Afrika verbreiteten Spitzmaulnashorns (Diceros bicornis) schiefergrau. Die Haut ist durchschnittlich 2 cm dick, erreicht am Nackenbuckel aber auch bis zu 4,5 cm und ist sehr dicht. Sie weist nur gering ausgeprägte Falten auf, was möglicherweise mit dem dichten Unterhautfettgewebe zusammenhängt. Die meist einzige sichtbare Falte befindet sich an den oberen Enden der vorderen Gliedmaßen. Außer an den Ohrrändern, den Augenlidern und am Schwanzende ist die Nashornart unbehaart. Als weitere Unterscheidungsmerkmale zum Spitzmaulnashorn hat das Breitmaulnashorn große Spitzohren und ein breites, stumpfes Maul ohne Greiffortsatz. Dabei bildet die Unterlippe eine hornige Kante, die die fehlenden Schneidezähne ersetzt und mit deren Hilfe die Tiere die Grasnahrung abreißen. Ein weiteres charakteristisches Merkmal sind die zwei Hörner auf der Nase und der Stirn, wobei das vordere in der Regel größer ist.

### Schädel- und Gebissmerkmale

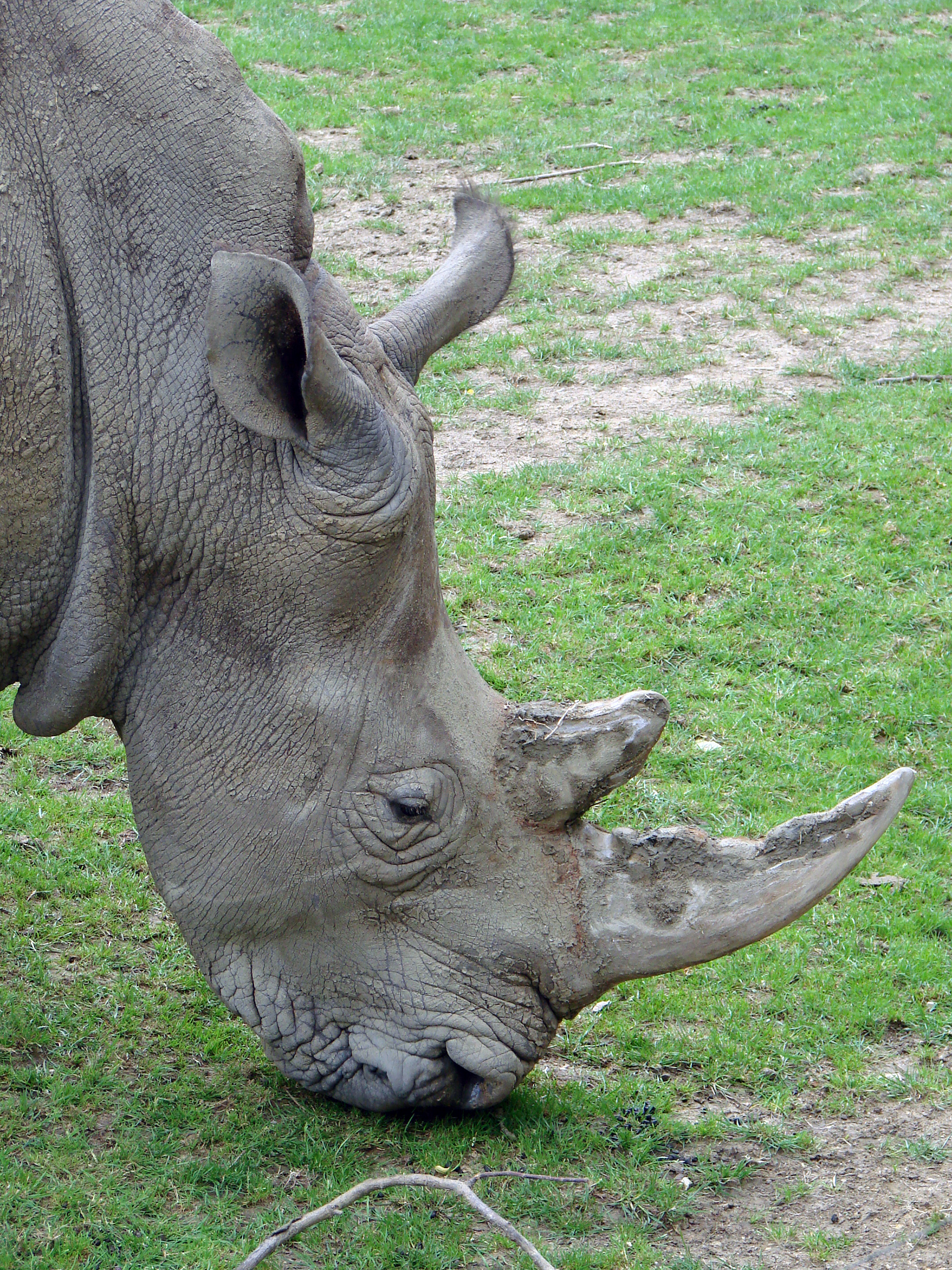
Kopf eines Breitmaulnashorns

Der Schädel des Breitmaulnashorns weist eine Länge von 70 bis 85 cm auf. Er besitzt ein lang ausgezogenes spitzwinkliges Hinterhauptsbein, was die tiefe Kopfhaltung dieser Nashornart bewirkt. Am Hinterhauptswulst setzt die mächtige Nackenmuskulatur zur Haltung des tiefhängenden Schädels an. Das Nasenbein ist breit und teils nach vorn gebogen. Die Stirnlinie weist eine deutliche Einsattelung auf.
Der Unterkiefer ist sehr massiv, die Symphyse breit und spachtelartig geformt. Aufgrund des Fehlens der vorderen Bezahnung ist die Zahnanzahl deutlich reduziert, die Zahnformel des erwachsenen Tieres lautet: {\displaystyle {\frac {0.0.3.3.}{0.0.3.3.}}}. Allerdings sind embryonal noch Schneidezähne nachweisbar. Allgemein weisen die Backenzähne eine sehr hohe Zahnkrone auf, sind also hypsodont, der hinterste Molar wird bis zu 13 cm hoch. Der Anteil an Zahnzement ist sehr hoch.

### Hörner
Die beiden Hörner des Breitmaulnashorns bestehen aus Keratin, das aus tausenden langgezogenen Fäden (Filamente) geformt ist und eine hohe Festigkeit besitzt. Sie wachsen ähnlich wie Haare oder Fingernägel während des gesamten Lebens, auch wenn sie beschädigt werden. Das vordere Horn (Nasalhorn) sitzt auf dem Nasenbein, das hintere (Frontalhorn) auf dem Stirnbein. Beide sind an ihrer Basis nicht verbunden. In der Regel besitzen sie eine konische Form und sind nicht so deutlich nach hinten gebogen wie beim Spitzmaulnashorn. Das vordere Horn ist länger und wird bis zu 100 cm lang, das längste jemals gemessene Horn wies eine Länge von 158 cm auf. Das hintere Horn ist mit 50 cm deutlich kürzer. Kühe haben meist längere und wesentlich schlankere Hörner als Bullen.
Meist dient das Horn als Waffe gegen Raubtiere oder im Dominanzkampf, spielt aber auch bei der Kontaktaufnahme zu anderen Nashörnern eine wichtige Rolle. Bei der Nahrungsaufnahme wird das vordere Horn häufig über den Boden geschleift, wobei sich deutliche Abriebspuren bilden.

### Karyotyp und Genom

Vollständiger Chromosomen-Satz eines weiblichen Nördlichen Breitmaulnashorns. Haut-Fibroblasten nach Giemsa-Färbung.

Der diploide Chromosomensatz lautet 2n = 82, er besteht somit aus 2 x 40 autosomalen Chromosomen und zwei Geschlechts-Chromosomen (XX bzw. XY).

### Sinnesleistungen und Lautäußerungen
Der Geruchssinn ist der wichtigste Sinn des Breitmaulnashorns, bei günstiger Windrichtung kann es schon aus einer Entfernung von 730 m Witterung aufnehmen. Auch das Gehör ist extrem gut, und die Ohren sind in ständiger Bewegung. Wie alle anderen Nashornarten hat es aber einen schlechten Sehsinn, der maximal 20 m weit reicht.
Das Breitmaulnashorn benutzt ein umfangreiches Repertoire an Lauten zur Kommunikation, wobei Bullen allgemein geräuschvoller sind. Sie geben bei Kämpfen untereinander ein Brüllen von sich. Während der Brunft grunzt und schnaubt ein Bulle, um das Interesse einer Kuh zu wecken, und gibt ein den Elefanten ähnelndes Trompeten von sich, wenn er abgewiesen wird. Kälber quieken, wenn sie von der Mutter getrennt sind. Dabei werden verschiedene Lautgruppen unterschieden, die Ton- (weinen, quieken), Knurr- (knurren, grunzen, meckern, stöhnen) und Pufflaute (schnauben, hecheln), die sich auch teilweise wiederholen können. Einige Laute liegen dabei im Infraschallbereich. Der große Lautreichtum geht auf die engen sozialen Beziehungen beim Breitmaulnashorn zurück.

## Verbreitung und Unterarten

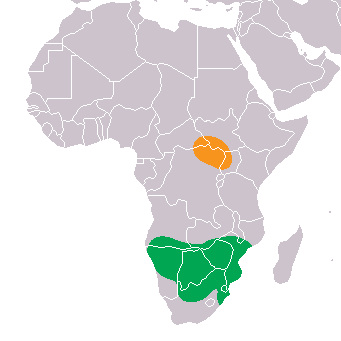
Historische Verbreitungsgebiete der nördlichen und der südlichen Unterart

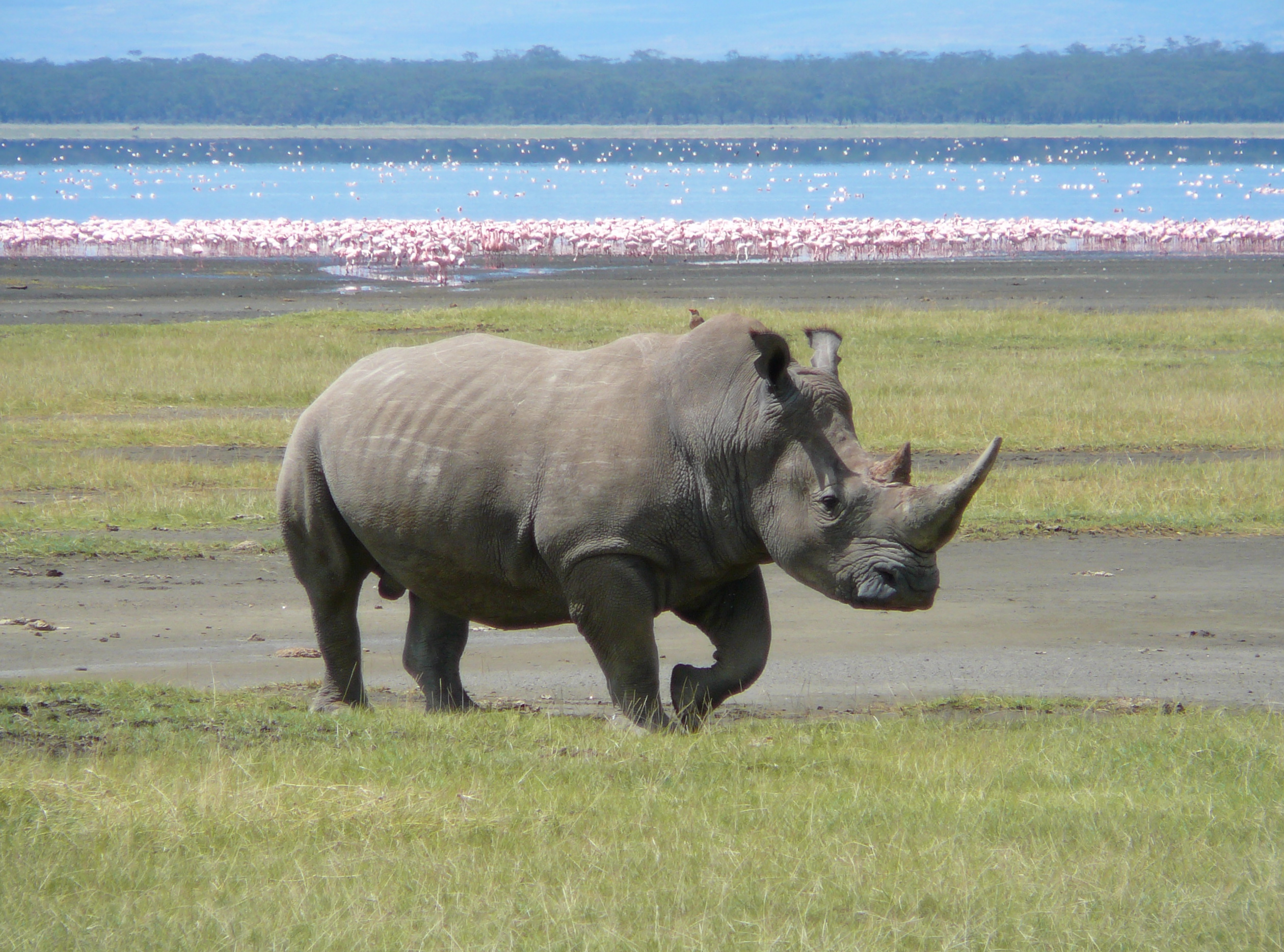
Südliches Breitmaulnashorn im Lake-Nakuru-Nationalpark in Kenia, wo die Unterart historisch nicht vorkam

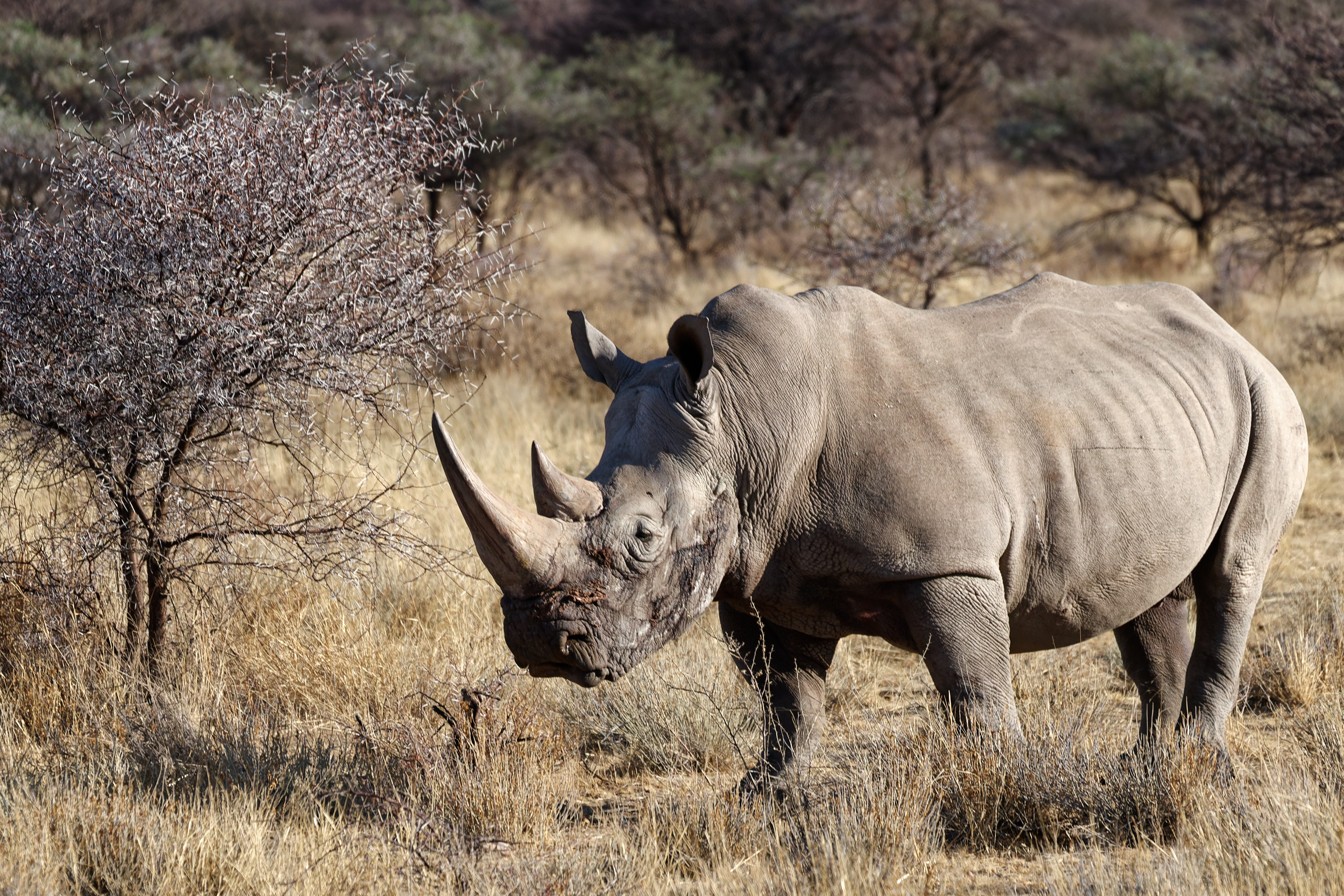
Südliches Breitmaulnashorn im Okonjati-Wildschutzgebiet in Namibia

Das Breitmaulnashorn ist ein Bewohner der Lang- und Kurzgrassavannen Afrikas, es bevorzugt aber eher Gebiete mit kurz gewachsener Vegetation sowohl in Hoch- als auch in Tiefländern. Trotz seiner weitgehend grasenden Ernährungsweise und der daraus evolutiv entstandenen Merkmale ist es kein vollständig an offene Landschaften angepasstes Tier. Zum Schutz vor der intensiven Sonneneinstrahlung benötigt es niedriges und hohes Buschwerk, das ihm ausreichend Deckung und Schatten spendet. Das optimale Habitat umfasst Grasländer mit eingestreuten Busch- und Walddickungen oder angrenzenden offenen Waldlandschaften. Dabei zieht es die Nähe von Gewässern vor. Ist diese Nähe nicht gegeben, unternimmt es regelmäßige Wanderungen zu geeigneten Wasser- und auch Suhlstellen.
Das Breitmaulnashorn war ursprünglich deutlich weiter verbreitet, als es die historischen Vorkommensgebiete im Kolonialzeitalter vermuten lassen. So kam es noch vor etwa 2000 Jahren den Nil hinauf bis ins südliche Ägypten vor und dürfte einen großen Teil Nordwestafrikas besiedelt haben. Felsmalereien und Knochenfunde deuten darauf hin, dass es vor rund 3.500 Jahren sogar den äußersten Norden Afrikas, etwa Marokko und Libyen besiedelt hat. Das neuzeitlich bekannte Verbreitungsgebiet beschränkt sich auf zwei isolierte Vorkommen im südlichen und im zentralen Afrika.
Bis vor kurzem existierten in freier Wildbahn zwei Unterarten des in afrikanischen Savannen heimischen Breitmaulnashorns:
- Südliches Breitmaulnashorn (Ceratotherium simum simum (Burchell, 1817)); Die Form lebte einst in einem Gürtel, der sich von Angola und Namibia über Botswana und Simbabwe nach Mosambik und KwaZulu-Natal erstreckte, die Nordgrenze in historischer Zeit ist dabei vermutlich der Sambesi gewesen. Möglicherweise kam es allerdings auch im südwestlichen Sambia vor. Das Auftreten des Breitmaulnashorns korrespondierte dabei mit den Bushveld-Regionen des südlichen Afrikas.[3][6][14] Heute ist es über zahlreiche Schutzgebiete in der Region fragmentarisch verstreut. Im Jahr 2010 wurde der Bestand auf etwa 20.150 Tiere geschätzt,[15][16] zwei Jahre später war er auf rund 20.400 Tiere angewachsen.[17] Demnach hatte sich der Bestand deutlich erholt, ist aber seitdem durch erneut verstärkte Wilderei auf knapp 16.000 Tiere im Jahr 2021 geschrumpft.[18][19]  Das Südliche Breitmaulnashorn ist damit aber dennoch der am häufigsten vorkommende Nashornvertreter. Die Unterart wird von der IUCN als „potenziell gefährdet“ (near threatened) eingestuft.[20]
- Nördliches Breitmaulnashorn (Ceratotherium simum cottoni (Lydekker, 1908)); Die Form war von Kongo und Uganda bis in den Tschad und den Sudan verbreitet. Die alten Ägypter trafen es noch wild im Niltal an, und auch in Marokko kam es zu jener Zeit noch vor.[3] In der jüngsten Zeit hatte sich seine Population in freier Wildbahn nur mehr auf den Nationalpark Garamba in der Demokratischen Republik Kongo beschränkt und sich dort von einem Tiefpunkt in den 1970er Jahren zunächst noch auf etwa 40 Exemplare erholt. Doch nach Bürgerkrieg und Übergriffen wildernder Paramilitärs aus dem Sudan war der Bestand 2005–2006 extrem geschrumpft und gilt seit 2008 als höchstwahrscheinlich in freier Wildbahn ausgerottet. Mit einer Restpopulation von weltweit zwei Tieren wird das Nördliche Breitmaulnashorn als das seltenste Großsäugetier der Welt eingestuft, die IUCN listet es seit Anfang der 2010er-Jahre auf der roten Liste gefährdeter Arten als „vom Aussterben bedroht“ (critically endangered).[21]

## Lebensweise

### Territorialverhalten
Das Breitmaulnashorn ist dämmerungsaktiv und rastet tagsüber in schattigen Regionen. Es ist ortstreu und lebt in Gruppen von zwei bis sechs Tieren, bestehend aus dem Muttertier mit ihrem Jungen und weiteren heranwachsenden Tieren. Manchmal kommt es auch zu größeren Verbänden mit bis zu zwanzig Nashörnern, diese stellen aber meist nur temporäre Zusammenkünfte an Wasserstellen dar. Jungbullen werden in den Gruppen geduldet, solange sie keine Paarungsversuche unternehmen. Eine solche Gruppe bildet einen eher lockeren Verband, der sich bei Gefahr einigelt, also einen Kreis bildet mit den hornbewehrten Schädeln nach außen. Das Streifgebiet einer Kuh variiert zwischen 10 und 15 km², meist mit einem Kerngebiet von 6 bis 8 km² und überlappt sich mit denen von mehreren Bullen. Die Größe des Streifgebiets ist abhängig von der Qualität des Nahrungsangebotes und dem Vorhandensein von Wasser.
Ausgewachsene Bullen leben allein und haben ein festes Revier von 1 bis 9 km², nach anderen Angaben auch bis zu 70 km². Die Größe ihrer Reviere variiert abhängig von der Anzahl der Nashörner in einem Gebiet. Das Territorium wird in der Regel von einem dominanten Bullen (Alpha-Bullen) gegenüber anderen ausgewachsenen Bullen verteidigt. Der Territoriumsbesitzer hat hier das Vorrecht über die Verpaarungen mit den Weibchen. Grenzüberschreitungen durch andere territoriale Bullen führen zu hoch ritualisierten Kämpfen, wobei die Hörner zum Einsatz kommen. Junge Bullen und andere Kühe werden im Revier geduldet.
Markiert werden die Territorien durch feste Kotplätze an den Grenzen, die an besonders markanten Stellen und Gebietsgrenzen von mehreren Tieren genutzt werden, wobei große Dunghaufen entstehen können. Dominante Bullen verteilen ihren Kot mit den Hinterhufen. Oft begangene Wege werden zudem durch Verspritzen von Harn markiert, was alle 100 m passieren kann. Das Harnlassen ist ebenfalls hochritualisiert, wobei vorher am Boden oder an Sträuchern mit den Hufen gekratzt wird und diese Kratzspuren mehrmals bespritzt werden. Außerhalb ihres eigenen Territoriums hinterlassen Bullen aber keine Urinspuren.
Das Breitmaulnashorn gilt als wenig angriffslustig, normalerweise hält es seinen Kopf immer nach unten, nur bei erhöhter Aufmerksamkeit schaut es auf. Die normale Trabgeschwindigkeit liegt bei etwa 15 bis 30 km/h. Ein wütendes Breitmaulnashorn kann aber zu einem gefährlichen Gegner werden, da das lange Horn als Waffe eingesetzt wird. Beim Angriff oder auf der Flucht kann ein Tier im Galopp auch 40 km/h erreichen und sehr schnell die Richtung ändern. Da die Nashornart wie alle Nashörner schlecht sehen kann, besitzt sie kein visuell erkennbares Ausdrucksverhalten, was sie für Menschen unberechenbar macht.

### Ernährungsweise

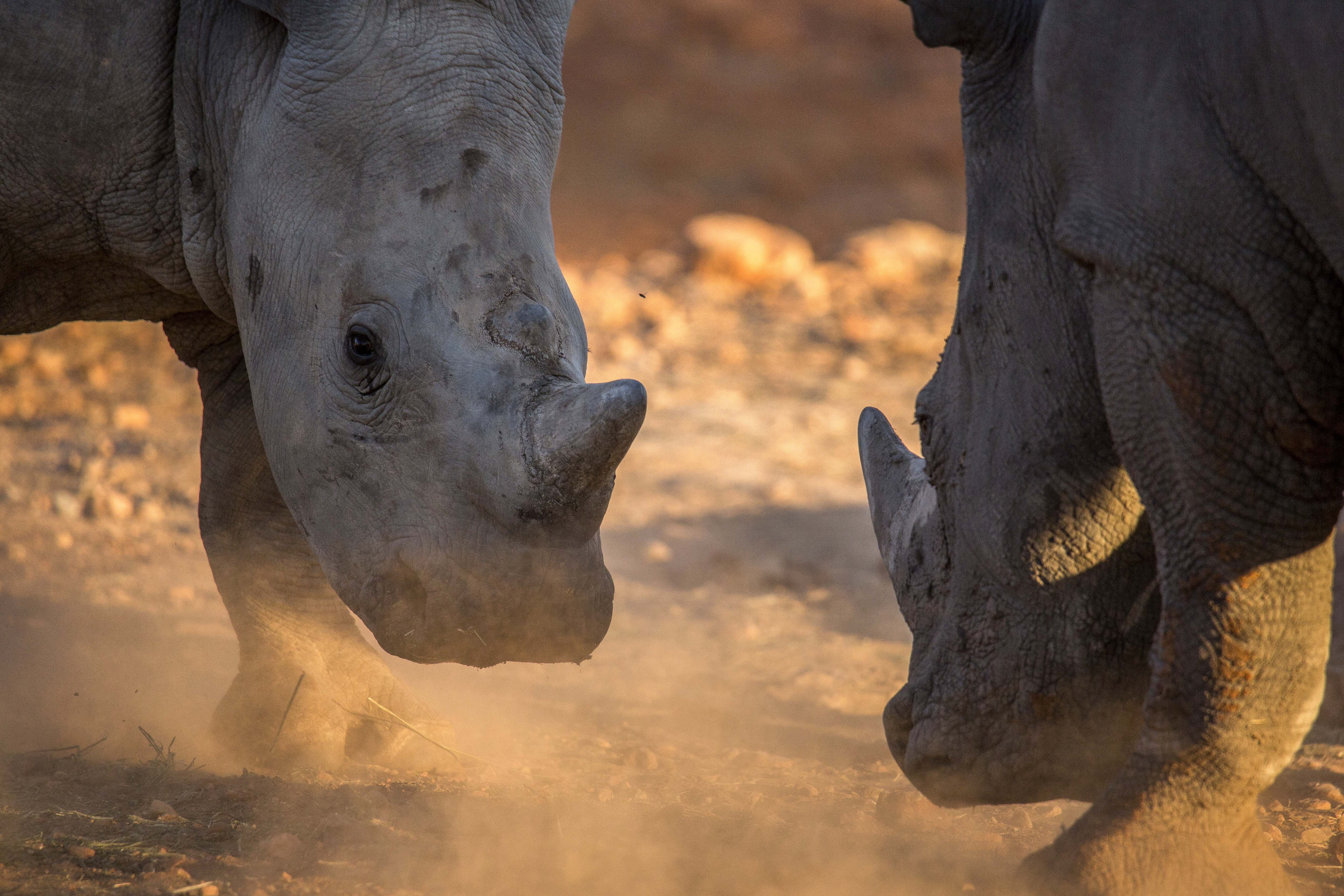
Typisch ist das namensgebende breite Maul

Das Breitmaulnashorn bevorzugt Grasnahrung (grazer), sein tiefhängender Kopf, die breiten Lippen und die hochkronigen Zähne sind hervorragende Anpassung an diese Ernährungsweise. Dabei nimmt die Nahrungsaufnahme fast 50 % der Tagesaktivitäten ein. Überwiegend ernährt es sich von kurzen Gräsern. Im südlichen Verbreitungsgebiet dienen vor allem verschiedene Hirseformen wie Panicum, Urochloa und Digitum als Nahrungsgrundlagen, die in schattenreichen Gebieten der Rotgrassavannen (Themada triandra) wachsen. Des Weiteren werden auch Hundszahngräser (Cynodon) und verschiedene Süßgräser (unter anderem Hyparrhenia) verzehrt. In Zeiten der Nahrungsknappheit werden aber auch Seidenpflanzengewächse wie Stapelia und Sarcostemma nicht verschmäht. Im nördlichen Verbreitungsgebiet dienen häufig Arten der Lampenputzergräser (Pennisetum) als Nahrungsgrundlage.
Wasser trinkt das Breitmaulnashorn wenn möglich täglich, wozu es die Weidegebiete verlässt und Wasserstellen aufsucht. Die nächste Wasserstelle sollte aber nicht weiter als wenige Kilometer entfernt sein. Sofern notwendig, kommt die Nashornart aber auch zwei bis vier Tage ohne Wasser aus.
Sehr häufig sucht das Breitmaulnashorn auch Suhlstellen für Schlammbäder auf, wo es sich für gewöhnlich rund eine Stunde aufhält und meist bewegungslos liegt. Gewöhnlich erfolgt dies in der Tageshitze oder während der Abenddämmerung. Finden sich zu ungünstigen Jahreszeiten keine Suhlstellen, nimmt das Breitmaulnashorn auch Sandplätze als Ersatz. Diese Bäder sind für die Thermoregulation notwendig, aber auch um Parasiten zu bekämpfen. Wasserbäder wie bei den asiatischen Nashörnern sind beim Breitmaulnashorn aber nicht bekannt.

### Fortpflanzung

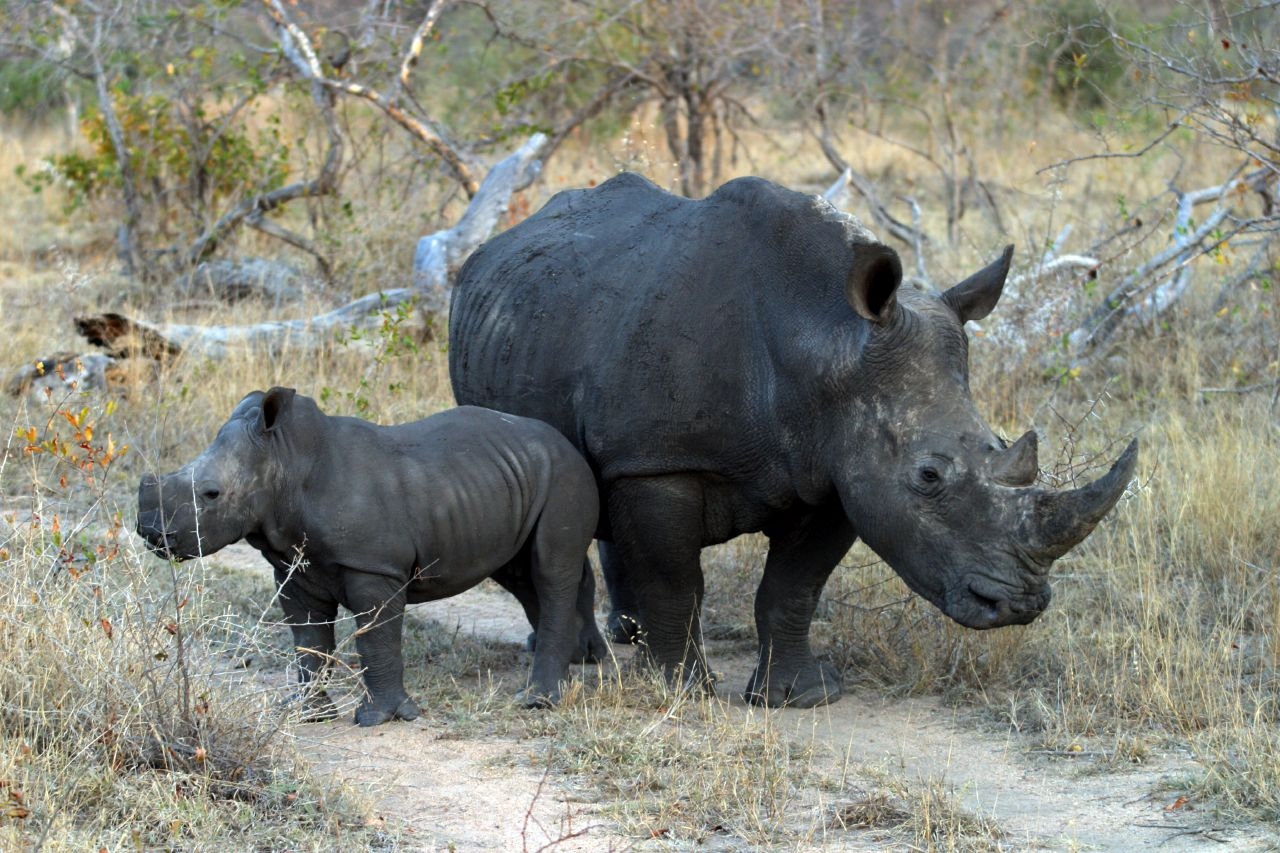
Mutter mit Jungtier im Sabie Sands Private Game Reserve in Südafrika

Breitmaulnashörner zeichnen sich durch ein promiskes Paarungsverhalten aus, d. h. sie verpaaren sich häufig mit wechselnden Partnern. Die Hälfte aller Weibchen sind jedoch sehr partnertreu (monogam) und zeugen immer mit dem gleichen Bullen Jungtiere. Sie leben mit diesem Männchen jedoch nicht in einer Paarbeziehung, sondern kommen mit ihm nur zur Verpaarung zusammen (genetische Monogamie). Weibchen unterscheiden bei der Verpaarung nicht zwischen verwandten Tieren und verpaaren sich selbst mit ihrem Vater. Hierdurch kommt es gerade in kleineren Reservaten zu einem hohen Grad an Inzucht und genetischer Verarmung. Der Verpaarungserfolg der territorialen Bullen variiert stark, die Gründe hierfür liegen vermutlich in der Partnerwahl der Weibchen. Die Fortpflanzung der Nashörner ist stark saisonal. Mit dem Beginn der Regenzeit steigt der Hormonspiegel (Androgene) der Männchen an und es kommt vermehrt zu Kämpfen zwischen Bullen und Kühen. Als Folge davon steigt auch die Anzahl der Verpaarungen in der Regenzeit.
Weibliche Jungtiere werden mit sechs bis sieben Jahren geschlechtsreif, männliche mit zehn bis zwölf. Bei Kühen kommt es alle 29 bis 44 Tage zur Brunst, wobei sie sich von der Gruppe absondern und auffallend häufig markieren, was deckwillige Bullen anlockt. Nach einem bis zu einem Tag dauernden Vorspiel mit Reiben, Kopfauflegen und Scheinkämpfen kommt es schließlich zur Begattung, die 20 bis 80 Minuten dauern kann und mit dem Aufsitzen des Bullen auf der Kuh beginnt. Zeitweise stößt der Bulle dabei alle drei Minuten Samen aus. Nach der Vereinigung kehrt das Weibchen meist zur Gruppe zurück.
Die Tragzeit dauert etwa 16 bis 18 Monate, nach Beobachtungen an Zootieren variiert sie von 480 bis 548 Tagen. Kurz vor der Geburt verlässt die trächtige Kuh die Herde und bleibt für einige Tage allein. Das einzige Kalb, welches zur Welt kommt, wiegt bereits 40 bis 60 kg und kann nach einer Stunde bereits stehen, um Milch zu saugen. Es ist mit einem leichten dunkelfarbenen Fell bedeckt, welches später ausfällt. Außerdem weist es an der Stelle, wo das vordere Horn ist, eine schwarze Erhebung auf, und die Hufe haben ebenfalls eine schwarze Färbung. Nach 24 Stunden ist das Kalb in der Lage, der Mutter zu folgen, läuft aber gewöhnlich leicht vor ihr. Es wird etwa ein Jahr lang gesäugt und nimmt bereits zwei Monate nach der Geburt auch Gras zu sich. Allerdings wächst es recht langsam und wiegt nach einem Jahr rund 440 kg. Erst nach zweieinhalb bis drei Jahren wird die Mutter wieder brünstig und vertreibt dann das Junge. Nach der Geburt des nächsten Kalbes und nach den ersten Wochen gesellt sich häufig auch das letzte Junge wieder zu seiner Mutter. Die Lebensspanne eines Breitmaulnashorns liegt bei 40 bis 50 Jahren.

### Interaktion mit anderen Tierarten
Ausgewachsene Breitmaulnashörner haben keine natürlichen Feinde; gelegentlich greifen Löwen Jungtiere an. Es besteht eine enge positive ökologische Beziehung zum Afrikanischen Elefanten, dessen Herden die Busch- und Baumvegetation eindämmen und so Offenlandschaften erzeugen, die das Breitmaulnashorn nutzt. Manchmal kommt es auch zu gemeinsamen Weideverbänden mit dem Spitzmaulnashorn. Symbiotische Beziehungen gibt es auch mit dem Gelbschnabel-Madenhacker (Buphagus africanus), dem Kuhreiher (Bubulcus ibis) und dem Rotschulter-Glanzstar (Lamprotornis nitens). Die Vögel picken häufig Insekten von der Haut des Nashorns und wirken überdies auch als Alarmsignal bei erschrecktem Aufflattern.

### Parasiten
Wie alle rezenten Nashornarten wird auch das Breitmaulnashorn von zahlreichen Zecken und Fliegen (u. a. Lypeosia) angefallen. Im Magen wurden Larven der Dasselfliegen nachgewiesen, die Eier in die Haut an Kopf und Schulter ablegen. Weitere Endoparasiten stellen Wimperntierchen dar. Bekannt ist auch, dass Neospora caninum zum Auftreten von Neosporose führt und ähnlich wie bei Hausrindern Aborte beim Breitmaulnashorn verursacht. Auch Piroplasmose-Parasiten (Babesia und Theileria) sind nachgewiesen.

## Systematik
Das Breitmaulnashorn ist der einzige lebende Vertreter der Gattung Ceratotherium. Sein nächster Verwandter ist das Spitzmaulnashorn. Zusammen formen sie die Untertribus Dicerotina, der die zweihörnigen Nashörner Afrikas umfasst. Innerhalb der Dicerotina ist das Breitmaulnashorn aufgrund der Schädel- und Zahnmerkmale die etwas modernere Art. Molekulargenetische Untersuchungen haben ergeben, dass sich beide Gruppen vor rund 17,1 Millionen Jahren trennten, was etwa der Ende der 1970er Jahre aufgrund paläontologischer Daten postulierten Trennung im mittleren Miozän entspricht. Anderen genetischen Untersuchungen zufolge begann die Trennung erst vor 3,5 bis 6,8 Millionen Jahren. Die Abspaltung von den asiatischen Nashornlinien könnte demnach bereits vor 15,6 bis 29,3 Millionen Jahren stattgefunden haben.
Die beiden Unterarten des Breitmaulnashorns, das Nördliche und das Südliche, wurden erst 1908 vom britischen Paläontologen Richard Lydekker (1849–1915) differenziert. Zwischen beiden bestehen einzelne morphologische Unterschiede. Diese betreffen vor allem den Schädel- und Zahnbau. Außerdem ist das Südliche Breitmaulnashorn das deutlich größere, während das Nördliche eine kleinere Statur aufweist und einen wesentlich geraderen Rückenverlauf hat. Darüber hinaus gibt es Abweichungen bei den Lautäußerungen zwischen den beiden Formen. Dies sowie genetische Unterschiede veranlassten Colin P. Groves 2010, beide als eigenständige Arten mit den wissenschaftlichen Namen C. simum (Südliches Breitmaulnashorn) und C. cottoni (Nördliches Breitmaulnashorn) zu beschreiben. Die postulierte Aufteilung in zwei Arten wurde aber zum Teil stark kritisiert und ist allgemein nicht anerkannt. Die Trennung der beiden Unterarten sollte ersten Analysen zufolge vor 0,8 bis 1,4 Millionen Jahren erfolgt sein, Untersuchungen anhand der vollständigen mitochondrialen DNA spezifizierten dies auf 0,46 bis 0,97 Millionen Jahre. Diese ergaben zudem, dass beide Linien monophyletisch sind und somit isoliert voneinander bestehen. In historischer Zeit gab es weltweit nur einen bekannten Hybriden zwischen den beiden Unterarten. Das Tier, „Nasi“, wurde 1977 geboren und 2007 aufgrund eines weit vorangeschrittenen Krankheitsbildes eingeschläfert. Die Diskussion um einen eigenen Artstatus des Nördlichen Breitmaulnashorns kam ab dem Jahr 2016 wieder verstärkt auf.
Ein ebenfalls bisher einzigartiger Hybride aus einem Südlichen Breitmaulnashorn und einem Spitzmaulnashorn kam 1988 im 800 ha großen, eingezäunten South Africa’s National Zoological Gardens Game Breeding Centre nördlich von Pretoria zur Welt. Das Tier zeigte markante Mischmerkmale, so war das Maul vergleichbar geformt wie beim Breitmaulnashorn, besaß aber an der Oberlippe eine kleine Verlängerung. Die Ohren waren wiederum dem des Spitzmaulnashorns ähnlich, während der Körperumriss beide Nashornarten widerspiegelte.

## Stammesgeschichte
Die Gattung Ceratotherium trat erstmals im späten Miozän im östlichen Mittelmeergebiet auf, wo sie insgesamt sehr häufig ist. Einer der frühesten bekannten Funde stammt aus Kappadokien in Zentralanatolien und umfasst einen 59 cm langen Teilschädel mit Unterkiefer. Diese wurden in einer Ignimbritlage gefunden, deren Alter etwa 9,2 Millionen Jahre beträgt. Offensichtlich geriet das Tier in einen Vulkanausbruch und wurde, der Oberflächenerhaltung der Knochen zufolge, in dem pyroklastischen Strom bei rund 400 °C zu Tode gebacken. Die Funde gehören zu den seltenen Fossilien, die aus vulkanisch geprägten Ablagerungen stammen, ein vergleichbarer Fall innerhalb der Gruppe der Nashörner ist der des Blue Lake Rhino im Nordwesten der USA.  Diese sehr frühen Funde werden in der Regel der Art Ceratotherium neumayri zugewiesen, die aufgrund ihrer Schädel- und Zahnmerkmale gemischte Pflanzenkost zu sich nahm. Da diese Art zahlreiche Merkmale mit den späteren Ceratotherium-Formen, aber auch mit Diceros einschließlich Paradiceros teilt, wird sie häufig als eine Stammform für die beiden heute lebenden afrikanischen Nashornarten angesehen. Der dadurch entstehende paraphyletische Ursprung von Ceratotherium führt teilweise zu der Forderung, diese Art aus der Gattung auszugliedern und einen neuen Gattungsnamen zu vergeben. In einem näheren Verwandtschaftsverhältnis könnte auch „Ceratotherium“ advenientis aus dem Oberen Miozän von Kalabrien im südlichen Italien stehen.
Ursprünglich wurden die plio- und pleistozänen Vorgänger des Breitmaulnashorns als Ceratotherium praecox beschrieben, welches aber aufgrund neuerer anatomischer Untersuchungen im Jahr 2005 als ein Vertreter von Diceros angesehen wird. Somit verbleibt neben einigen bisher noch nicht genauer beschriebenen Resten aus dem Frühpliozän Marokkos vorerst nur Ceratotherium mauritanicum in der unmittelbaren Ahnenreihe. Dieses kam seit dem mittleren Pliozän in Ostafrika vor und erreichte im späten Pliozän Süd- und Nordafrika. Aus dieser Form entwickelte sich im frühen Pleistozän die heutige Art. Lediglich in Nordafrika hielt sich Ceratotherium mauritanicum bis ins späte Pleistozän, bis es verschwand, als auch hier die modernere Form Fuß fasste. Die Vorläuferform ähnelte schon deutlich dem heutigen Breitmaulnashorn, hatte aber noch nicht so hochkronige Zähne und war etwas kleiner.
Das heutige Breitmaulnashorn trat erstmals im frühen Pleistozän Ostafrikas auf. Die frühesten Vertreter stammen aus der Olduvai-Schlucht und Laetoli (beide Tansania) und werden der Unterart Ceratotherium simum germanoafricanum zugewiesen. Diese stellt möglicherweise die Ausgangsform für die beiden heute bekannten Unterarten dar. Gut erhaltene pleistozäne Funde stammen auch aus Koobi Fora (Kenia), wo sie zusammen mit solchen vom Spitzmaulnashorn und auch wie bei den anderen erwähnten Fundstellen mit bedeutenden frühmenschlichen Überresten vergesellschaftet sind. Ein rund 74 cm langer Schädel wurde des Weiteren in Buia in Eritrea entdeckt, dessen Alter rund 1 Million Jahre beträgt.

## Forschungsgeschichte

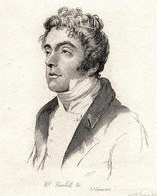
William John Burchell

Das Breitmaulnashorn war schon im Römischen Reich bekannt, wo möglicherweise Gnaeus Pompeius Magnus ein solches Tier im Jahr 55 v. Chr. zu seiner Konsulatsfeier vorführte, das von Plinius dem Älteren und anderen antiken Gelehrten beschrieben wurde und wohl aus Äthiopien stammte. Das Wissen um diesen Nashornvertreter ging aber im europäischen Mittelalter verloren, und bis zum Ende des 18. Jahrhunderts war lediglich das Spitzmaulnashorn als afrikanische Nashornart bekannt. Erst 1812 entdeckte der britische Naturforscher William John Burchell (1782–1863) in Südafrika das Breitmaulnashorn wieder. Er erlegte ein Tier und brachte es nach England zurück, wo er es 1817 als Rhinoceros simus wissenschaftlich beschrieb. Den heute anerkannten Gattungsnamen Ceratotherium führte der britische Forscher John Edward Gray (1800–1875) 1868 ein.
Im Laufe der Zeit wurden für das Breitmaulnashorn verschiedene wissenschaftliche Namen gebraucht:
- Rhinoceros simus Burchell, 1817
- Rhinoceros burchellii Lesson, 1827
- Rhinoceros camus Griffith, 1827
- Rhinoceros oswelli Ellion 1847
- Rhinoceros kiaboaba Murray, 1866
- Rhinoceros simus cottoni Lydekker, 1908
- Rhinoceros scotti Hopwood 1926
- Serengetitherium efficax Dietrich 1945

## Bestandsentwicklung

### Südliche Unterart

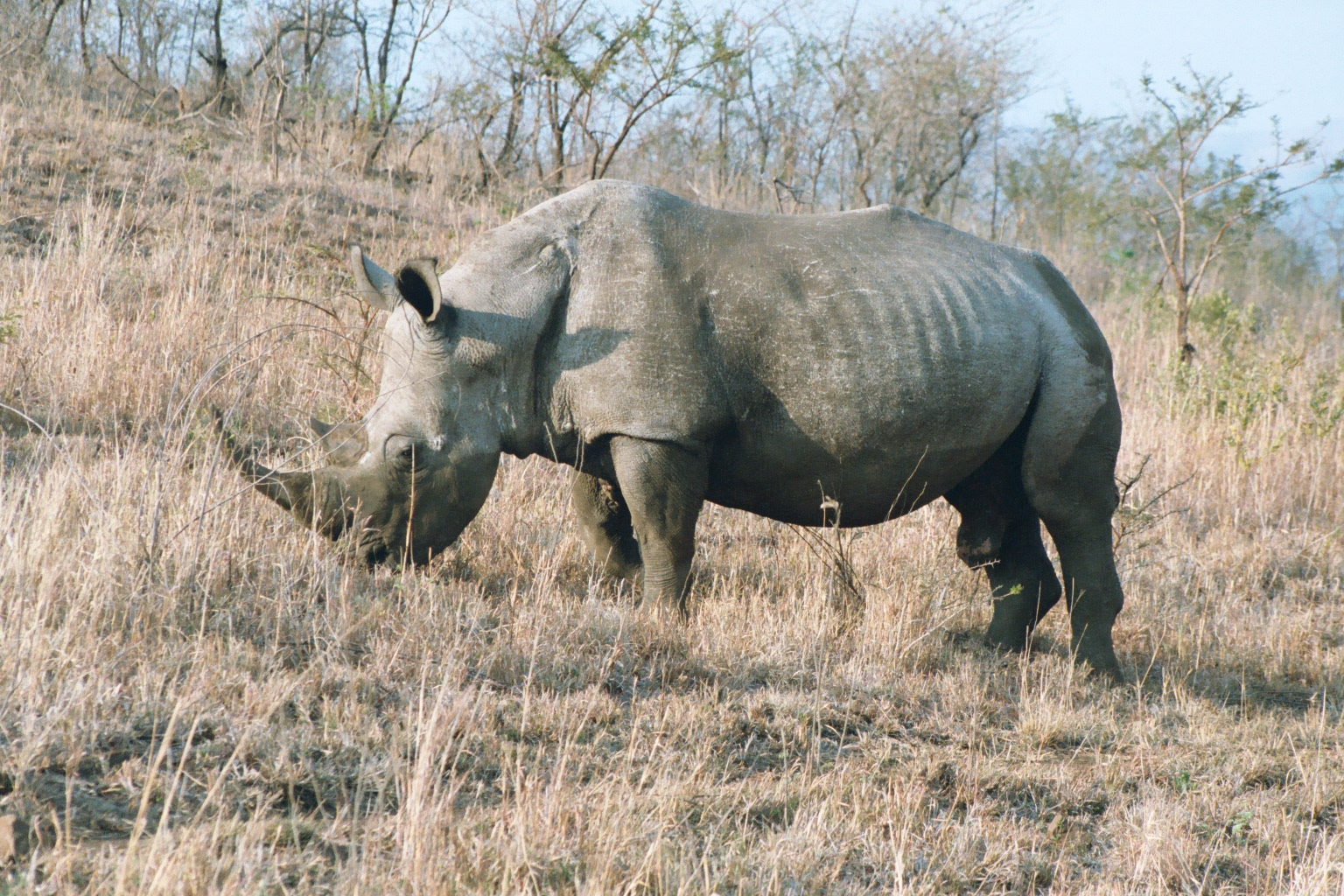
Südliches Breitmaulnashorn in Südafrika

Die südliche Unterart des Breitmaulnashorns wurde 1893 für ausgerottet gehalten, ehe eine kleine Restpopulation von zehn Tieren in Natal entdeckt wurde, von denen alle derzeit lebenden Südlichen Breitmaulnashörner abstammen. Bis in die 1970er wuchs der Bestand im Hluhluwe-Umfolozi-Park auf 1.000 Tiere und verdoppelte sich bis zum Jahr 1980 noch einmal auf 2.000, bis 1990 auf 4.000 und erreichte im Jahr 2001 eine Zahl von 11.000 Tieren. Bis 2012 war der Gesamtbestand in freier Wildbahn auf über 20.000 Tiere gestiegen, die größtenteils in Südafrika, in geringer Zahl auch in Namibia, Botswana und Simbabwe lebten. Außerdem wurde eine Gruppe in Kenia eingeführt, wo es in historischer Zeit nicht natürlich vorkam.
Seit etwa dem Jahr 2010 hat die Wilderei im südlichen Afrika wieder massiv zugenommen, was mit der stärkeren Einflussnahme ostasiatischer Wirtschaftsorganisationen zusammenhängt. Der Gesamtbestand in ganz Afrika fiel dadurch von über 20.000 Tieren im Jahr 2012 auf knapp 16.000 Tiere im Jahr 2021. Seitdem fand eine leichte Erholung statt, so dass für das Jahr 2024 von einer Gesamtpopulation von rund 17.460 Tieren ausgegangen wird. Südafrika beherbergt noch immer 86 % der Gesamtpopulation Afrikas. Innerhalb des Landes besitzt der Krüger-Nationalpark trotz massiver Verluste durch Wilderei in den letzten Jahren noch immer die größte Population an Breitmaulnashörnern in ganz Afrika. Der Bestand im Schutzgebiet ist von über 10.600 Tieren im Jahr 2011 auf etwa 2.600 im Jahr 2020 eingebrochen.

### Nördliche Unterart

#### Allgemein
Zwischen 55 v. und 248 n. Chr. kamen etwa fünfzig Nashörner nach Rom, wo sie auch in Zirkusspielen eingesetzt wurden. In der Mehrheit handelte es sich bei den aus Afrika stammenden Tieren wohl um Nördliche Breitmaulnashörner, die von Alexandria aus verschifft wurden. Wissenschaftlich beschrieben wurde das Nördliche Breitmaulnashorn erstmals 1908. Zu jener Zeit war es noch zahlreich vertreten. Großwildjäger schafften es binnen weniger Jahrzehnte, die Unterart überall auszurotten – mit Ausnahme des Garamba-Nationalparks, wo 1963 1.000 Breitmaulnashörner unter strengem Schutz lebten. In jener Zeit begann allerdings die starke Nachfrage nach Hörnern wegen ihrer angeblichen Heilkraft in der traditionellen chinesischen Medizin (TCM) sowie wegen der Begehrtheit von Nashorndolchen als Status- und Männlichkeitssymbol bei der Oberschicht Jemens. Die Bereitschaft der Käufer in Ostasien und Jemen, selbst höchste Preise für illegal importierte Hörner zu zahlen, macht die Wilderei trotz aller Risiken staatlicher Verfolgung zu einem lohnenden Geschäft. Während wegen der relativen Stabilität die Südlichen Breitmaulnashörner Südafrikas nie in solchem Ausmaß von Wilderei betroffen waren, konnte Zaire (später Demokratische Republik Kongo) keinen vergleichbar wirksamen Schutz liefern. Der Bürgerkrieg im Kongo, der seit 1997 ununterbrochen tobt, erschwerte die Schutzmaßnahmen. Die Schätzung der letzten überlebenden Population im Garamba-Nationalpark ergab im Jahr 2003 noch rund 40 Breitmaulnashörner. Seitdem ist der Bestand durch Wilderei immer weiter gesunken. Eine Bestandserhebung im Jahr 2008 konnte im Garamba-Reservat keine lebenden Nördlichen Breitmaulnashörner mehr nachweisen. Die Unterart gilt seither in freier Wildbahn als ausgestorben.

#### Erhaltungszucht in Tschechien

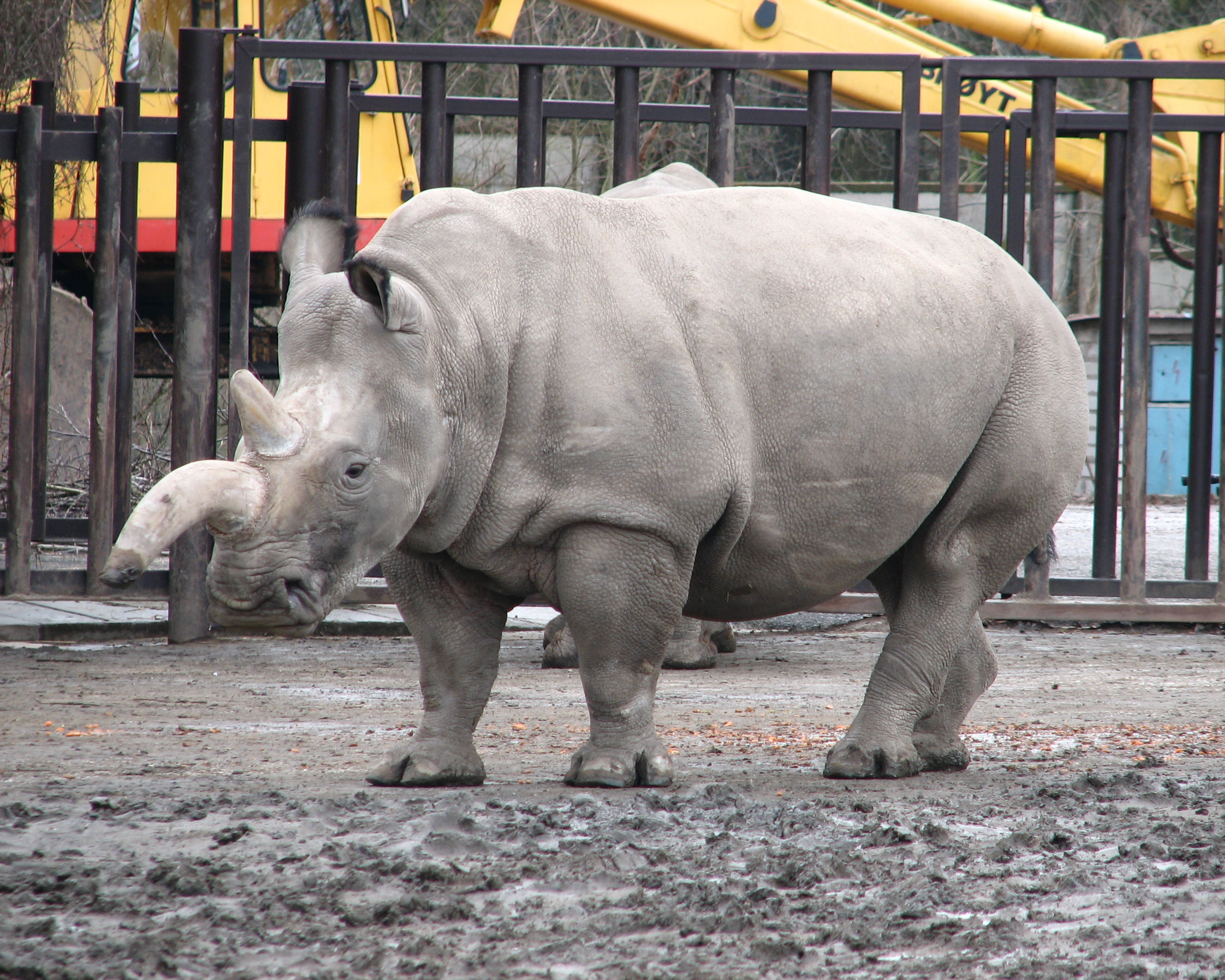
Ein Nördliches Breitmaulnashorn im Zoo Dvůr Králové

Das Europäische Erhaltungszuchtprogramm für Breitmaulnashörner wurde bis 1996 vom tschechischen Zoo Dvůr Králové geführt und überwacht, seit 1996 führt der Safaripark Beekse Bergen (Niederlande) das EEP für Breitmaulnashörner. Auf Basis der Zoopopulation wurde versucht ein Erhaltungszuchtprogramm zur Rettung der Unterart aufzubauen. Die Zucht des Nördlichen Breitmaulnashorns hat sich dabei als außerordentlich schwierig erwiesen. Nach Christian Matschei wurden „zwischen 1947 und 1973 … insgesamt 24 Exemplare aus dem natürlichen Verbreitungsgebiet entnommen…“ Hiervon gelangten jedoch nur vier Tiere zur Zucht. In den 1980er-Jahren wurden mehrere Jungtiere in Dvůr Králové geboren, zuletzt das weibliche Jungtier „Najin“ am 11. Juli 1989. Anschließend folgten 11 Jahre ohne jeden Nachwuchs. Aus diesem Grund wurden sowohl die Haltungsbedingungen umgestellt als auch am 5. Juli 1989 der an den Partnerzoo in San Diego ausgeliehene Bulle „Saut“ zurückgeholt. In der Folge wurde als bisher letzter Nachwuchs am 29. Juni 2000 das Kalb „Fatu“ geboren.
Am 23. Januar 2007 wurde im Zoo von Budapest/Ungarn das erste durch künstliche Befruchtung gezeugte Südliche Breitmaulnashorn geboren. Experten erhoffen sich von den Fortschritten auf dem Gebiet der künstlichen Nashornbefruchtung auch eine Chance, die nördliche Unterart des Breitmaulnashorns vor dem Aussterben zu bewahren. Eine Initiative von Reproduktionsmedizinern aus Berlin, die verbleibenden Kühe des Nördlichen Breitmaulnashorns mit medizinisch-technischen Methoden zur Fortpflanzung zu bringen, scheiterte zunächst an Bedenken des Tierparks Dvůr Králové. Seit 2006 werden vom Institut für Zoo- und Wildtierforschung Berlin jedoch künstliche Besamungen des Nördlichen Breitmaulnashorns durchgeführt, die keine Erfolge zeigten.

#### Erhaltungszucht in Kenia
Aufgrund der ausbleibenden Zuchterfolge in Tschechien wurde die weltweit letzte verbliebene Zuchtgruppe des Nördlichen Breitmaulnashorns – zwei weibliche und zwei männliche Tiere – im Dezember 2009 aus dem Zoo Dvůr Králové in das Ol-Pejeta-Reservat in Kenia verlegt. Das 360 km² große Reservat liegt zwischen den nördlichen Ausläufern des Mount Kenya und der Aberdare Range.
Die beteiligten Institutionen erhofften sich von dem neuen Projekt, dass die verbleibende Zuchtpopulation in ihrer ursprünglichen afrikanischen Umgebung wieder zur Fortpflanzung kommt und somit das Nördliche Breitmaulnashorn vom Aussterben bewahrt werden kann. In ähnlicher Lage war, ausgehend von einer kleinen Restpopulation von zehn Tieren, der Arterhalt bereits beim Südlichen Breitmaulnashorn gelungen. Verschiedene Aspekte sprachen für das Ol-Pejeta-Reservat als Standort für das Erhaltungszuchtprojekt in Afrika: Das Areal liegt nahe am ursprünglichen Verbreitungsgebiet des Nördlichen Breitmaulnashorns und ist vom Habitat her gut für die Tierart geeignet. Die notwendige Infrastruktur, Fachwissen und personelle Ressourcen waren bereits vorhanden, da das Reservat bereits die damals größte Spitzmaulnashorn-Population Ostafrikas umfasste. Das Reservat galt auch als weniger anfällig für Wilderei als vergleichbare Gebiete. Das Reservat wurde daher auch vom Sekretariat der IUCN/SSC (African Rhino Specialist Group) befürwortet.

Der Bulle „Sudan“ (gestorben 2018) im Ol Pejeta Conservancy in Kenia (2010)

Am 20. Dezember 2009 trafen die vier Nördlichen Breitmaulnashörner, die Bullen „Sudan“ und „Suni“ sowie die Kühe „Najin“ und „Fatu“, nach eintägigem Transport per Flugzeug und LKW im Ol-Pejeta-Reservat ein. Die Tiere standen für einige Wochen in kleineren Gehegen unter strenger Beobachtung und intensiver Betreuung. Anschließend wurden sie in größere, ebenfalls streng überwachte Gehege mit natürlicher Vegetation entlassen. Zunächst verlief das Northern White Rhino Survival Projekt nach Plan und ohne Zwischenfälle. In der Folge kam es zu regelmäßigen, zyklischen Paarungen zwischen „Suni“ und „Fatu“. Ein Zuchterfolg blieb jedoch aus.
Als Weiterentwicklung der Zuchtstrategie wurden am 8. November 2011 jeweils zwei der Nördlichen Breitmaulnashörner in jeweils getrennten Gehegen zu Zuchtpaaren zusammengeführt, einerseits die Kuh „Najin“ und der Bulle „Suni“, andererseits Najins Tochter „Fatu“ und der Bulle „Sudan“. Das Gehege von „Najin“ und „Suni“ umfasste 2,82 km² (700 acres). Mittels Kotproben wurden die Hormonspiegel – und damit die Fortpflanzungsbereitschaft – der Tiere fortlaufend analysiert. Im Sommer 2012 wurde vermeldet, dass es auch zwischen „Suni“ und „Najin“ zu zwei Paarungen (Ende April und Ende Mai) gekommen war. Besondere Bedeutung erhielt diese Meldung, da es für „Najin“ die ersten Paarungen seit über zehn Jahren waren. Damals war es auch zur letzten Geburt eines Nördlichen Breitmaulnashorns gekommen, jener ihrer Tochter „Fatu“. Erwartet wurden nun weitere zyklische Verpaarungen.
Da es jedoch zu keinem Nachwuchs kam, wurde am 25. Januar 2014 ein Alternativplan gestartet, der vorsah, die verbliebenen Kühe der nördlichen Unterart mit einem Bullen der südlichen Unterart zu paaren, um so zumindest einen Teil der Gene und der spezifischen Merkmale des Nördlichen Breitmaulnashorns zu erhalten. Zu diesem Zweck wurde ein Bulle des benachbarten Lewa Wildlife Conservancy in das Ol Pejeta Conservancy verbracht und in einem Gehege den Kühen „Fatu“ und „Najin“ zugesellt. Doch auch dieser Versuch blieb erfolglos.
„Suni“ war der letzte Bulle, von dem noch erwartet wurde, dass er Nachwuchs zeugen könnte. Er starb im Oktober 2014 im Ol-Pejeta-Reservat in Kenia. Danach lebten weltweit noch sechs Exemplare des Nördlichen Breitmaulnashorns, im Dezember gleichen Jahres starb auch der 44-jährige Bulle „Angalifu“ im San Diego Zoo Safari Park. Danach lebten weltweit nur noch fünf Tiere der nördlichen Unterart. Bis zum November 2015 starben zwei weitere Tiere, jeweils eine Kuh in den Zoos von San Diego und Dvůr Králové.  Von den letzten drei verbliebenen Exemplaren, die sich alle im Ol-Pejeta-Reservat aufhielten, musste der Bulle „Sudan“ altersbedingt am 19. März 2018 eingeschläfert werden. An seinem Todestag wurde „Sudan“ noch genetisches Material für eine künstliche Befruchtung entnommen. Damit existieren nur noch zwei Nördliche Breitmaulnashörner in dem Reservat in Kenia: die beiden Weibchen „Najin“ (* 11. Juli 1989) und „Fatu“ (* 29. Juni 2000), Tochter und Enkelin von „Sudan“.

#### Erhaltungsbemühungen seit 2018
Bereits Anfang 2015 waren Tierärzte aus Tschechien zu dem Ergebnis gekommen, dass die weiblichen Tiere sich auf natürlichem Wege nicht mehr fortpflanzen können, und „Sudan“ produzierte nicht mehr genügend Samenzellen. Derzeit wird noch ein Versuch unternommen, die Unterart mittels künstlicher Befruchtung vor dem Aussterben zu retten. Sperma von Bullen, die früher in dem Zoo in Tschechien gelebt hatten, wird im Leibniz-Institut für Zoo- und Wildtierforschung in Berlin aufbewahrt. Mit diesem Sperma sollen Eizellen der Kühe in Kenia künstlich befruchtet werden. Die Embryonen sollen anschließend von Kühen der südlichen Unterart ausgetragen werden.
Im Jahr 2018 gelang erstmals die Erzeugung von Embryonen des Breitmaulnashorns im Labor (väterlicherseits nördliche, mütterlicherseits südliche Unterart). Im Jahr darauf konnten 10 Eier von „Najin“ und „Fatu“ gewonnen werden. Sie wurden mit konserviertem Sperma befruchtet, zwei der Eier von „Fatu“ entwickelten sich zu Embryonen weiter. Für das Jahr 2021 vermeldete das Leibniz-Institut die Gewinnung von vier weiteren Embryonen von „Fatu“. Die Versuche einer Embryonengewinnung von „Najin“  wurden hingegen aufgrund ethischer Bedenken eingestellt, da das Risiko für Folgeschäden bei „Najin“ zu groß sei. „Fatu“ vertrug die Eingriffe hingegen ohne Anzeichen negativer Folgen. In der Folge wurden wiederholt Embryonen entnommen. Bei der insgesamt zehnten Entnahme im September 2022 wurden 23 Eizellen entnommen, aus denen sich fünf Embryonen entwickelten. Damit erreichte die Gesamtzahl 22 Embryonen, die etwa hälftig von zwei verschiedenen Nashorn-Bullen gezeugt wurden. Sämtliche Embryonen wurden eingefroren. Während versucht wird, weitere Embryonen zu gewinnen, werden Verfahren zum Embryonentransfer auf eine Leihmutter verbessert. Diese Verfahren sollen zunächst mit Embryonen südlicher Breitmaulnashörner getestet werden. Erst wenn das Verfahren erfolgreich verläuft, sollen die Embryonen des nördlichen Breitmaulnashorns eingesetzt werden.
Das erste in einem Labor erzeugte und von einer Leihmutter getragene Nashornjunge ist mit seiner Mutter „Curra“ aus dem Ol-Pejeta-Reservat am 25. November 2023 gestorben. Der Embryo, den Tierärzte einem Südlichen Breitmaulnashorn am 24. September 2023 implantierten, entwickelte sich 62 Tage lang gesund. Dann starben die Mutter und mit ihr das erste Labornashorn der Welt an einer Bakterienvergiftung.
Der Transfer eines Embryos, der aus Eizellen und Spermien gezüchtet wurde, die von den letzten lebenden Nördlichen Breitmaulnashörnern in Zoos und Schutzstationen stammen und somit vollständig aus dem Genmaterial von Nördlichen Breitmaulnashörnern besteht, ist für Sommer 2024 [veraltet]in Kenia geplant. In Berlin soll ein Zuchtzentrum für Nördliche Breitmaulnashörner gebaut werden, so dass es Zuchtstationen im Berliner Tierpark, im tschechischen Dvůr-Králové-Zoo und im kenianischen Ol-Pejeta-Reservat geben wird.

## Etymologie
Der deutsche Trivialname bezieht sich auf die breit ausgebildete Maul- und Lippenpartie, die die Nashornart deutlich vom Spitzmaulnashorn absetzt. Die gelegentlich verwendete Bezeichnung „Weißes Nashorn“ für das Breitmaulnashorn leitet sich aus dem Englischen (white rhinoceros) bzw. Afrikaans (witrenoster) her und steht dem Spitzmaulnashorn als „Schwarzes Nashorn“ (black rhinoceros beziehungsweise swartrenoster) gegenüber. Beide Namen beziehen sich auf die Hautfarbe der Nashörner, die Tiere sind anhand dieser aber im Normalfall nicht zu unterscheiden. Die erste Erwähnung des Begriffes „Weißes Nashorn“ erfolgte 1798 durch John Barrow, der sich seit 1797 am Kap der Guten Hoffnung aufhielt und von einer Begegnung mit einem Griqua-Jäger in einer Zeitschrift berichtete, der angeblich drei „Weiße Nashörner“ an einem Tag erlegt hatte. Nur drei Jahre später schossen Jäger einer britischen Expedition erneut ein Breitmaulnashorn, vermerkten aber in ihren Berichten, dass es gar nicht weiß sei. Offiziell wurde die Nashornart erst 1812 entdeckt, und William John Burchell benutzte 1817 bei seiner Erstbeschreibung kein englisches Synonym des wissenschaftlichen Namens.
Der Ursprung des Begriffes „Weißes Nashorn“ ist unbekannt. Die am häufigsten vertretene Theorie ist die einer Fehldeutung des Afrikaans-Wortes wijd oder wyd (für „breit“) mit dem im Englischen gleichklingenden white seitens der damaligen britischen Jäger. Sprachhistorisch gibt es aber keinen Nachweis für eine Verwendung des Wortes wyd im Zusammenhang mit renoster im Afrikaans oder analog wijd und neushoorn im Niederländischen. Darüber hinaus existieren mindestens neun weitere Theorien zum Ursprung des Begriffes „Weißes Nashorn“, die erste gemeinsame Verwendung mit „Schwarzes Nashorn“ zur Unterscheidung von Breit- und Spitzmaulnashorn erfolgte 1838.